# Красноярська ГЕС
Красноярська гідроелектростанція імені 50-річчя СРСР — розташована на річці Єнісей, за 23 км від Красноярська, поблизу міста Дивногорськ, Красноярський край, Росія. На 2013, є 8-ю за потужністю серед нині діючих гідроелектростанцій у світі і тимчасово (після аварії на Саяно-Шушенській ГЕС) — першою за потужністю ГЕС в Росії. Входить до Єнісейського каскаду ГЕС. У комплекс ГЕС входить, зокрема, єдиний в Росії суднопідіймач.

## Загальні відомості
Красноярська ГЕС спроектована інститутом Ленгідропроект. На станції працює 500 осіб.
Будівництво ГЕС почалося в 1956, закінчилося у 1972. Перший блок Красноярської ГЕС був пущений 3 листопада 1967.
Склад споруд ГЕС:
- гравітаційна бетонна дамба довжиною 1065 м і висотою 124 м, складається з лівобережної глухої греблі довжиною 187,5 м, водозливної — 225 м, глухої руслової — 60 м, станційної — 360 м і правобережної глухої — 232,5 м.
- пригребельної будівлі ГЕС довжиною 360 м і шириною 31 м.
- Установки прийому і розподілу електроенергії— 220 кВ і 500 кВ.
- Суднопідіймач з підхідним каналом в нижньому б'єфі.

Всього при будівництві тіла греблі було укладено 5,7 млн м³ бетону. Висота верхнього б'єфа при ППР становить 243 м над рівнем моря, нижнього — від 141,7 до 152,5 м. Допустима висота відроблення водосховища від ППР становить 10 метрів. Максимальна пропускна здатність водоскиду при паводку становить 14 тис. м³/сек, сумарна максимальна пропускаючи здатність гідровузла — 20600 м³/сек Розташування створу греблі відповідає площі водозбору — 288200 км², середньорічний приплив становить 88 км³, що відповідає середній витраті води 2800 м³/сек
Потужність ГЕС — 6000 Мвт. Середньорічне виробництво електроенергії — 19,6—20,4 млрд кВт·год, через нерівномірність припливу (до 40 км³) може змінюватися на 30 %. У будівлі ГЕС встановлено 12 радіально-осьових гідроагрегатів потужністю по 500 МВт, що працюють при розрахунковому напорі 93 м. Гідротурбіни розташовані на позначці 139,5 ± 1 м НРМ, мають зовнішній діаметр робочого колеса 8,65 м і масу 240 т кожна
Гребля ГЕС утворює велике Красноярське водосховище. Площа водосховища близько 2000 км², повний і корисний об'єм 73,3 і 30,4 км³ відповідно. Водосховищем було затоплено 120 тис. га сільськогосподарських земель, в ході будівництва було перенесено 13 750 будівель.
Для пропуску суден споруджений єдиний на 2010 в Росії суднопідіймач. Тоннаж суден що пропускаються суднопідіймачем Красноярської ГЕС може досягати 1500 т.

## Хронологія будівництва
- 14 липня 1955 — наказом № 152 Міністерства будівництва електростанцій для споруди Красноярської ГЕС на Єнісеї створено спеціалізоване Будівельно-монтажне управління будівництва «Красноярскгесстрой».
- 23 вересня 1955 — Державна комісія затвердила Шуміхінську браму для будівництва Красноярської ГЕС.
- 1956 — на місці колишнього Знам'янського скиту почав будуватися Дивногорськ.
- 8 серпня 1959 — у перемички котловану першої черги відсипані перші кубометри скельної породи.
- 10 серпня 1961 — покладений перший кубометр бетону в водозливну частину греблі Красноярської ГЕС.
- 25 березня 1963 — на будівництві Красноярської ГЕС перекритий Єнісей.
- У 1965 році теплохід «Красноярский рабочий» привів до Красноярська з Дудінки морський ліхтер «Лодьма» з першою турбіною для Красноярської ГЕС.
- 3 та 4 листопада 1967 — в експлуатацію введено перший та другий гідроагрегати Красноярської ГЕС.
- 1968 — в експлуатацію введено три агрегати Красноярської ГЕС.
- 1969 — в експлуатацію достроково введені чотири гідроагрегати Красноярської ГЕС.
- 1970 — на честь 100-річчя з дня народження В. І. Леніна на сто днів раніше терміну введений в експлуатацію 10-й агрегат Красноярської ГЕС.
- 13 вересня 1970 — Красноярське водосховище досягло своєї проектної позначки.
- 1971 — в експлуатацію введено два останніх — 11-й і 12-й гідроагрегати Красноярської ГЕС.
- 26 липня 1972 — Державна комісія прийняла в постійну експлуатацію з оцінкою «відмінно» Красноярську ГЕС.
- 1982 — здано в постійну експлуатацію суднопідіймач.

## Економічне значення
Собівартість 1 кВт · год електроенергії Красноярської ГЕС у 2001 році становила 2,2 коп. Рентабельність ГЕС більше чим в 2 рази вище рентабельності теплових електростанцій і на 2012 перевершує рентабельність практично усіх гідроелектростанцій на території Росії, за винятком Братської ГЕС
85 % електроенергії Красноярської ГЕС споживає Красноярський алюмінієвий завод (Русал). Частина що залишилося електроенергії надходить в енергосистему Сибіру.

## Наслідки створення
При проектуванні ГЕС були допущені екологічні помилки. Зокрема, передбачалося, що незамерзаюча ополонка матиме довжину 20 км. У реальності вона становить майже 200 км (далі Красноярська), що має сильний вплив на екологію та клімат. Клімат став м'якішим, а повітря вологішим завдяки величезній кількості води, яка накопичується в Красноярському морі. Єнісей у районі Красноярська перестав замерзати. Крім того, ГЕС критикується за великі площі затоплених цінних земель і значну кількість переселеного населення.
Водосховище затопило землі Ємельяновського, Даурського, Новоселовського, Краснотуранського і Мінусинського районів Красноярського краю, Боградського, Усть-Абаканського районів Хакасської АО. Загальна площа — 175,9 тис. га. У зону затоплення потрапило 132 населених пункти, в тому числі 3 райцентри (Даурськ, Новоселово, Краснотуранськ), підлягало переселенню 60 000 чоловік, перебазування десятки підприємств.